# Imke Verstraeten
Imke Verstraeten (Hulst, 11 januari 2005) is een Nederlandse hockeyster.

## Carrière

### Onder-21
Verstraeten maakte haar internationale debuut op het niveau onder de 21 in 2023. Ze maakte deel uit van het Nederlandse U-21- team dat de gouden medaille won op de FIH Junior World Cup in Santiago.
Verstraeten won een gouden medaille op het EK Hockey U21 2024 in Terrassa.

### Oranje
In 2024 werd Verstraeten voor het eerst opgeroepen voor het nationale elftal onder de nieuwe bondscoach Raoul Ehren. Ze maakt haar debuut in het eerste internationale elftal tijdens het zesde seizoen van de FIH Pro League.